# Blue in Green: The Concert in Canada
Blue in Green: The Concert in Canada è un album dal vivo del musicista statunitense Bill Evans, pubblicato postumo nel 1991.

## Tracce
1. One for Helen (Bill Evans) - 6:13
2. The Two Lonely People (Evans, Carol Hall) - 7:03
3. What Are You Doing the Rest of Your Life? (Alan Bergman, Marilyn Bergman, Michel Legrand) - 4:38
4. So What (Miles Davis) - 6:47
5. Very Early (Evans) - 5:32
6. If You Could See Me Now (Tadd Dameron, Carl Sigman) - 3:53
7. 34 Skidoo (Evans) - 7:33
8. Blue in Green (Davis, Evans) - 3:40
9. T.T.T. (Twelve Tone Tune) (Evans) - 5:29

## Formazione
- Bill Evans - piano
- Eddie Gómez - basso
- Marty Morell - batteria